# Antoni Baraniak
Antoni Baraniak (ur. 1 stycznia 1904 w Sebastianowie, zm. 13 sierpnia 1977 w Poznaniu) – polski duchowny rzymskokatolicki, salezjanin, kapelan i sekretarz prymasów Polski Augusta Hlonda (1933–1948) oraz Stefana Wyszyńskiego (1949–1951), biskup pomocniczy gnieźnieński w latach 1951–1957, arcybiskup metropolita poznański w latach 1957–1977. Pośmiertnie odznaczony Orderem Orła Białego.

## Życiorys
1 września 1917 przyjechał do Oświęcimia i rozpoczął naukę w szkole średniej jako wychowanek salezjański. W 1920 wstąpił do nowicjatu Towarzystwa Salezjańskiego w Kleczy Dolnej i 28 lipca 1921 złożył pierwszą profesję zakonną. W 1921–1924 przebywał na studiach filozoficznych w Studentacie Filozoficznym w Krakowie. 30 maja 1924 zdał maturę i 15 marca 1925 złożył śluby wieczyste w Zgromadzeniu Salezjańskim. W latach 1924–1927 pracował jako wychowawca w Kleczy Dolnej, Czerwińsku i Warszawie.
Przełożeni zakonni skierowali go na studia teologiczne, które w latach 1927–1931 odbył na Papieskim Uniwersytecie Gregoriańskim w Rzymie. Święceń prezbiteratu udzielił mu 3 sierpnia 1930 w kościele Sióstr Karmelitanek w Krakowie arcybiskup Adam Stefan Sapieha.
1 września 1933 został sekretarzem i kapelanem prymasa Polski kardynała Augusta Hlonda. 14 września 1939 wraz z prymasem Hlondem opuścił terytorium Polski i udał się do Rzymu. Następnie od 9 czerwca 1940 do 1943 mieszkał w Lourdes, a w latach 1943–1945 wraz z kardynałem Hlondem w klasztorze cysterskim w Hautecombe w Sabaudii. W maju 1945 udał się przez Paryż do Rzymu, aby pracować u boku kardynała Hlonda. 20 lipca 1945 wraz z prymasem Hlondem powrócił do Polski do Poznania. Po jego śmierci został sekretarzem i kapelanem prymasa Stefana Wyszyńskiego.
Pełnił tę funkcję do 26 kwietnia 1951, kiedy to został nominowany biskupem pomocniczym archidiecezji gnieźnieńskiej i biskupem tytularnym teodozjopolitańskim. Święceń biskupich udzielił mu 8 lipca 1951 prymas Wyszyński. Za swoje zawołanie biskupie przyjął słowa „Da mihi animas, caetera tolle” (Daj mi dusze, resztę zabierz).
W okresie od 1951 do 1953 pracował w sekretariacie Prymasa Polski.
W nocy z 25 na 26 września 1953 został aresztowany razem z prymasem Wyszyńskim. Osadzono go w Areszcie Śledczym na Mokotowie. Tam przez 3 lata poddawany był brutalnemu śledztwu przez oprawców z Urzędu Bezpieczeństwa. Był m.in. 145 razy przesłuchiwany, niekiedy po kilkanaście godzin, zrywano mu paznokcie, przetrzymywano przez wiele dni bez ubrania w lodowatej, pełnej fekaliów celi. Mimo okrutnych tortur nie dał się złamać i nie obciążył prymasa, na czym zależało komunistycznym służbom. Uzyskanie takich zeznań umożliwiłoby wytoczenie kard. Stefanowi Wyszyńskiemu procesu o zdradę państwa i działalność kontrrewolucyjną. Zwolniony 30 października 1956, ponownie podjął obowiązki kierownika sekretariatu.
30 maja 1957 został mianowany przez papieża Piusa XII arcybiskupem metropolitą poznańskim. 2 lipca 1957 objął rządy w archidiecezji. Paliusz przyjął 8 września 1958 z rąk infułata Bolesława Filipiaka w archikatedrze poznańskiej.
W latach 1962–1965 uczestniczył we wszystkich czterech sesjach soboru watykańskiego II. Zasiadał w soborowej Komisji do Spraw Kościołów Wschodnich. 16 i 17 kwietnia 1966 wraz z całym Episkopatem Polski przeżywał w Poznaniu uroczystości milenijne Chrztu Polski. 1 stycznia 1968 w bazylice archikatedralnej zainaugurował rok Tysiąclecia Biskupstwa Poznańskiego. 29 i 30 czerwca tego roku przewodniczył uroczystościom milenijnym, a 12 października w trakcie III sesji Synodu Archidiecezji Poznańskiej koronował w katedrze obraz Matki Boskiej Różańcowej z kościoła jezuitów.
6 grudnia 1972 otrzymał pismo Stolicy Apostolskiej potwierdzające tytuł metropolitalny dla archidiecezji poznańskiej, a 2 czerwca 1974 zostały uwieńczone sukcesem jego długoletnie starania o utworzenie Papieskiego Wydziału Teologicznego w Poznaniu.
Po długotrwałej i ciężkiej chorobie zmarł 13 sierpnia 1977. Został pochowany w podziemiach poznańskiej katedry.
Jest kandydatem do wyniesienia na ołtarze. W październiku 2017 arcybiskup Stanisław Gądecki poinformował o zamiarze rozpoczęcia procesu beatyfikacyjnego.

## Odznaczenia, upamiętnienie

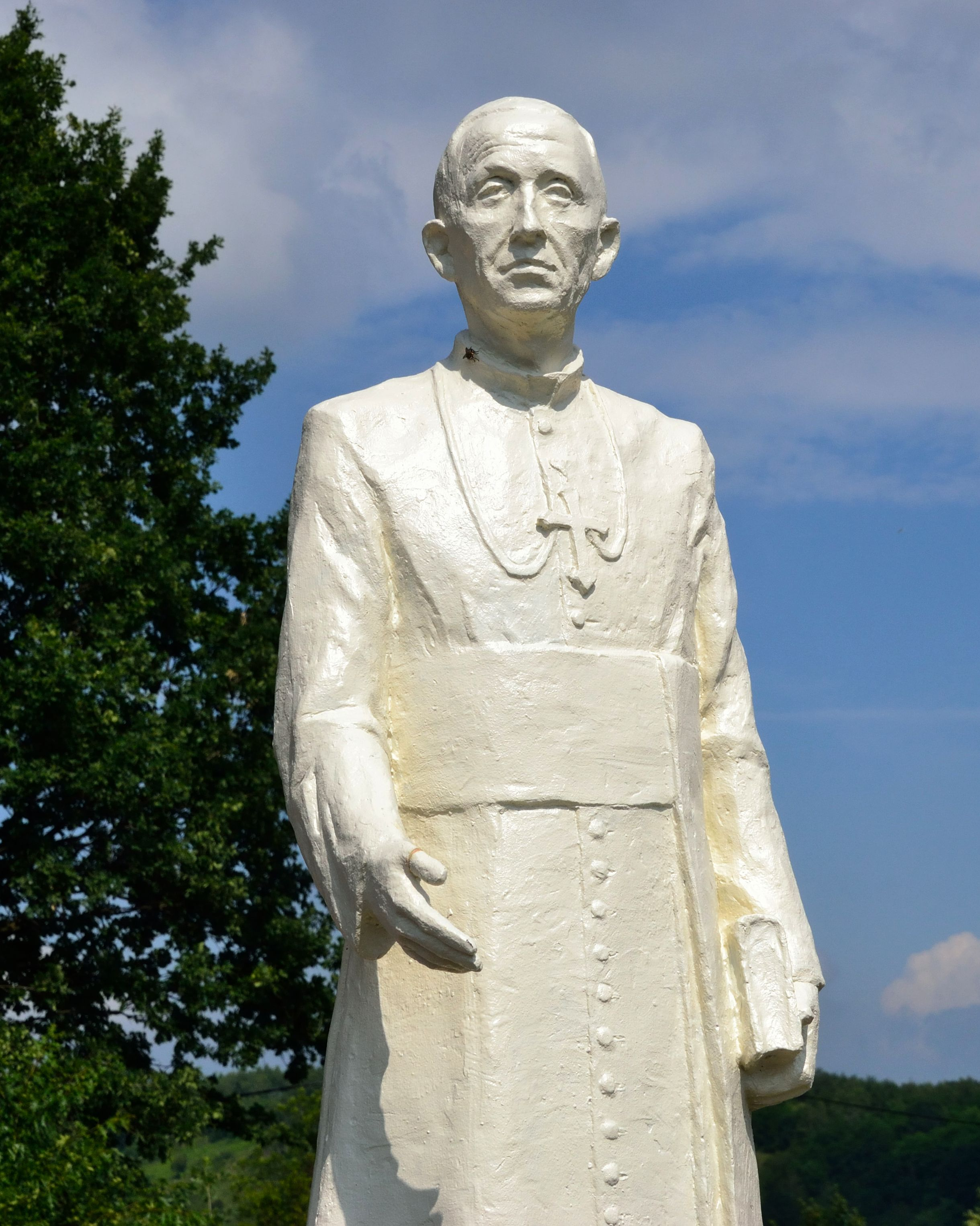
Pomnik abp. Antoniego Baraniaka w Morawicy

W 2018, w 100. rocznicę odzyskania niepodległości przez Polskę, prezydent RP Andrzej Duda nadał mu pośmiertnie Order Orła Białego.
Sejm RP w 2017, w 40. rocznicę jego śmierci, przyjął upamiętniającą go uchwałę, a w 2023 wybrał go na jednego z patronów roku 2024.
W 2016 w areszcie śledczym przy ul. Rakowieckiej otwarto celę jego pamięci. Jego pomnik znajduje się w Mchach, a popiersie w archikatedrze poznańskiej. Jego imieniem nazwano zespół szkół w Mchach oraz ponadtrzykilometrową arterię w Poznaniu, biegnącą wzdłuż południowego brzegu Jeziora Maltańskiego.
O jego życiu opowiadają filmy dokumentalne Jolanty Hajdasz: Zapomniane męczeństwo (2012), Żołnierz Niezłomny Kościoła (2016) i Powrót (2018). W 2023 Poczta Polska wyemitowała znaczek pocztowy z jego wizerunkiem o nominale 3,90 zł. Projekt znaczka wykonał Jarosław Ochendzan, wydrukowano 120 000 sztuk techniką rotograwiury na papierze fluorescencyjnym.